# Роберт (премия)
«Роберт» (дат. Robert prisen) — одна из основных кинопремий Дании. Вручается Датской киноакадемией (дат. Danmarks Film Akademi) ежегодно, начиная с 1984 года. Победители в каждой категории отбираются членами академии при помощи тайного голосования. Премия была названа в честь датского скульптора Роберта Якобсена.

## Категории
- Лучший датский фильм, впервые в 1984 году
- Лучший режиссёр, впервые в 2001 году
- Лучший актёр в главной роли, впервые в 1984 году
- Лучшая актриса в главной роли, впервые в 1984 году
- Лучший актёр второго плана, впервые в 1984 году
- Лучшая актриса второго плана, впервые в 1984 году
- Лучшая операторская работа, впервые в 1984 году
- Лучший дизайн костюмов, впервые в 1984 году
- Лучший монтаж, впервые в 1984 году
- Лучший макияж, впервые в 1987 году
- Лучший производственный дизайн, впервые в 1984 году
- Лучшая музыка, впервые в 1984 году
- Лучший сценарий, впервые в 1984 году
- Лучшая песня, впервые в 2002 году
- Лучший звуковой дизайн, впервые в 1984 году
- Лучшие визуальные эффекты, впервые в 2014 году
- Лучший детский фильм, впервые в 2002 году
- Лучший документальный фильм, впервые в 2002 году
- Лучший документальный короткометражный фильм, впервые в 1984 году
- Лучшая полнометражная фантастика/анимация, впервые в 2007 году
- Лучшая короткометражная фантастика/анимация, впервые в 2006 году
- Лучший датский телевизионный сериал, впервые в 2013 году
- Лучший мини-сериал, впервые в 2014 году
- Лучший актёр в главной телевизионной роли, впервые в 2013 году
- Лучшая актриса в главной телевизионной роли, впервые в 2013 году
- Лучший актёр второго телевизионного плана, впервые в 2013 году
- Лучшая актриса второго телевизионного плана, впервые в 2013 году
- Лучший англоязычный фильм
- Лучший неанглоязычный фильм

### Бывшие категории
- Лучший американский фильм, впервые в 1999 году
- Лучший не-американский фильм, впервые в 1997 году